# Glaucina utahensis
Glaucina utahensis là một loài bướm đêm trong họ Geometridae.